# 北沢貞治郎
北沢 貞治郎（きたざわ ていじろう、1889年（明治22年）4月13日 - 1953年（昭和28年）8月16日）は、大日本帝国陸軍軍人。最終階級は陸軍中将。功四級。

## 経歴
1889年（明治22年）に兵庫県で生まれた。陸軍士官学校第22期卒業。1937年（昭和12年）7月31日に第16碇泊場司令官に就任し、8月2日に陸軍砲兵大佐に進級して8月18日に第6碇泊場司令官に着任。1938年（昭和13年）7月に姫路連隊区司令官に転じた。
1940年（昭和15年）8月1日に陸軍少将進級と同時に第20師団司令部附となり、9月7日に南支那碇泊場監に就任。1942年（昭和17年）7月に第3船舶輸送司令官に転じ、1944年（昭和19年）10月14日に船舶司令部附兼陸軍運輸部附となり、10月26日に陸軍中将に進級した。独立混成第73旅団を基幹に編成された第123師団（関東軍・第4軍）の師団長に1945年（昭和20年）1月20日に親補され、司令部は孫呉に位置した。ソ連対日参戦の際には相模山陣地、秋月山陣地などの前線守備部隊が第2赤旗軍と激戦を繰り広げた。師団主力は孫呉主陣地に、師団隷下に編入した独立混成第135旅団は璦琿主陣地に健在であり、陣地より挺身攻撃を反復しソ連軍に多大な損害を出した。8月14日からソ連軍は孫呉地区に侵攻を開始。8月15日正午の玉音放送を師団では聴取できなかったが、師団長の決心により、同日夜各部隊長に停戦命令を伝達して8月18日までに武装解除を終えた。しかし、独立混成第135旅団は無線不通により8月21日まで戦闘を継続した。戦後はソ連に抑留され、ハバロフスクで死去。
1948年（昭和23年）1月31日、公職追放仮指定を受けた。

## 栄典
勲章
- 1941年（昭和16年）4月11日 - 勲二等瑞宝章[11]